# Myotis taiwanensis
Myotis taiwanensis — вид рукокрилих роду Нічниця (Myotis). Цей вид довгий час вважався підвидом Myotis adversus.

## Поширення, поведінка
Тайвань.